# Artem Swesdow
Artem Wassyljowytsch Swesdow (ukrainisch Артем Васильович Звєздов, russisch Артём Васильевич Звездов; * 22. Mai 1984 in Saporischschja) ist ein ukrainischer Handballspieler.
Der 2,03 Meter große und 98 Kilogramm schwere linke Rückraumspieler steht seit 2005 bei ZTR Saporischschja unter Vertrag; zuvor spielte er in Dnipropetrowsk.
Swesdow erzielte in fünf Länderspielen für die ukrainische Nationalmannschaft drei Tore (Stand: Dezember 2009). Er gehörte zum erweiterten Kader zur Europameisterschaft 2010.